# Orania
Orania es un género con 20 especies de plantas con flores perteneciente a la familia  de las palmeras (Arecaceae) y el único miembro de la tribu Oranieae.
Es originaria de Madagascar y del sudeste de Asia desde Tailandia a Nueva Guinea.

## Taxonomía
El género fue descrito por Alexander Zippelius y publicado en Algemene Konst- en Letter-Bode 1829(19): 297. 1829. La especie tipo es: Orania regalis Zipp. ex Blume
Etimología
Orania: nombre genérico que fue otorgado en honor de Willem Frederik George Lodewijk van Oranje-Nassau, Príncipe de Orange y heredero de la corona de los Países Bajos. (1792–1849).

## Especies
- Orania archboldiana Burret (1939).
- Orania decipiens Becc. (1909).
- Orania disticha Burret (1935).
- Orania gagavu Essig (1980).
- Orania glauca Essig (1980).
- Orania lauterbachiana Becc. (1914).
- Orania longisquama (Jum.) J.Dransf. & N.W.Uhl (1984).
- Orania macropetala K.Schum. & Lauterb. (1900).
- Orania moluccana Becc. (1885).
- Orania oreophila Essig (1980).
- Orania palindan (Blanco) Merr. (1905).
- Orania paraguanensis Becc. (1905).
- Orania parva Essig (1980).
- Orania ravaka Beentje in J.Dransfield & H.Beentje (1995).
- Orania regalis Zipp. ex Blume (1843).
- Orania rubiginosa Becc. (1919).
- Orania sylvicola (Griff.) H.E.Moore (1962).
- Orania trispatha (J.Dransf. & N.W.Uhl) Beentje & J.Dransf. (1995).